# Philodromus planus
Philodromus planus es una especie de araña cangrejo del género Philodromus, familia Philodromidae. Fue descrita científicamente por L. Koch en 1875.

## Distribución
Esta especie se encuentra en Nueva Guinea y Australia (Queensland).